# Дворец Келуш
Национальный дворец Келуш (порт. Palácio Nacional de Queluz) — летний дворцово-парковый ансамбль в стиле рококо, бывшая загородная резиденция португальских королей. Расположен в городе Келуш муниципалитета Синтра, примерно в 10 км от современного Лиссабона. Открыт для посещения с 1940 года.

## История
В начале XVII века загородное имение неподалёку от Лиссабона принадлежало Криштовану де Моура, маркизу де Каштелу-Родригу (1538—1613), неоднократно служившему Испании в качестве вице-короля Португалии. Его сын Мануэль де Моура, 2-й маркиз де Каштелу-Родригу (1590—1651) также отличался своими происпанскими взглядами. После прихода к власти Брагансской династии и обретением страны независимости в 1640 году, это его имение наравне со многими другими было конфисковано, после чего перешло ко второму сыну короля Жуана IV. Следующим владельцем был второй сын короля Жуана V (внука Жуана IV), инфант дон Педру (1717—1786), впоследствии, после смерти своего старшего брата Жозе I (1714—1777), ставший королём Португалии. При нём загородный дом начал перестраиваться в настоящий дворец. Строительство началось в 1747 году и длилось почти полвека, закончившись в 1790-х годах, уже после смерти короля.
В начале строительством руководил португальский архитектор Матеуш Висенте ди Оливейра. В 1755 году, из-за страшного землетрясения в столице, все работы в Келуше были прерваны. При возобновлении строительства в 1758 году, руководить проектом был привлечён француз Жан-Батист Робийон, работавший в Португалии с 1749 года. Львиная лестница, прекрасный образец стиля, была им закончена в 1779 году. В работе над декором Тронного зала, Музыкального салона и Салона послов участвовал «художник короля» Жан-Батист Пильман, живший в Португалии в 1750—1754 и 1780—1789 годах.
В 1794 году, после пожара во дворце Ажуда, Келуш вынужденно стал постоянным местом пребывания Марии I (1734—1816), дочери Жозе I и вдовы Педру III. К тому времени королева, страдавшая душевной болезнью, уже была признана невменяемой. Сутками напролет она лежала в своих апартаментах, пугая придворных ужасными криками, которые эхом разлетались по всему дворцу.
После убийства короля Карлуша I в 1908 году дворец перешёл в собственность государства. В 1940 году здесь открылся музей. Тем не менее, парадные залы время от времени используются для приёмов на высшем уровне. С 1957 года Павильон доньи Марии в восточном крыле служит для размещения глав иностранных правительств, посещающих Португалию с государственным визитом.

## Архитектура
Являясь одним из последних по времени создания крупных образцов стиля рококо в Европе, дворец Келуш принадлежит к лучшим образцам европейской архитектуры XVIII века. В архитектурном облике дворца французский классицизм возобладал над испанским барокко; однако и в отдельных деталях, и в общей структуре виднеется национальное своеобразие постройки. Местные художественные вкусы и ремесленные навыки органично вплетены в интернациональную стилистику европейского рококо.
Королевский дворец Келуш часто называют португальским Версалем — однако он гораздо камернее и изящнее. Дворец строился как летнее загородное, деревенское имение, где королевская семья, не обременённая строгим этикетом столицы, могла бы наслаждаться чистым воздухом и природой. Об ослаблении придворных норм поведения здесь свидетельствует сама планировка, в которой непринуждённо чередуются личные покои монархов и залы, предназначенные для собрания публики.
В соответствии с модой рококо и в интерьерах, и в окраске фасада преобладают нежные, палевые тона; бледно-розовый сочетается со светло-зелёным, перекликающимся с зеленью сада. Из-за его внешнего вида писатель Жозе Сарамаго сравнивал дворец с засахаренным миндалём.

## Интерьеры

### Изразцовый коридор
Стены галереи облицованы португальской майоликой «азулежу». Оконные проёмы заполнены разноцветными декоративными панно с различными сценами.

## Парк
В парке расставлены статуи, привезённые королём из Италии и Англии. 
На одной оси с центральным выходом в парк расположен Большой фонтан. Его скульптурная композиция, в центре которой бог морей Нептун со своим трезубцем, отмечена драматичной экспрессией барокко.